# クリスティアン・ハンメル
クリスティアン・ハンメル（Kristian Hammer、1976年3月20日 - ）は、ノルウェー、ヌールラン県ナルヴィク生まれ、トロムス県バルドゥ育ちの元ノルディック複合選手。1990年代中盤から2000年代中盤に国際大会で活躍した。

## プロフィール
1995年のノルディックスキージュニア世界選手権団体銅メダル、翌1996年のジュニア世界選手権では団体金メダルを獲得した。
冬季オリンピックには1998年、2002年、2006年と3度出場し、2002年ソルトレイクシティオリンピックで団体5位、個人8位となったのが最高位、
ノルディックスキー世界選手権には2001年、2003年、2005年の3回出場し、2001年と2005年に団体で金メダル、2005年に個人スプリントで銅メダルを獲得した。
ノルディック複合・ワールドカップでは2000-2001シーズンに3勝をあげて総合4位となったのが自己最高。通算4勝（2位1回、3位8回）。
2005-2006シーズン限りで現役を引退した。